# Krzysztof Ślebzak
Krzysztof Ślebzak (ur. 12 stycznia 1975 w Szczecinie) – polski prawnik, profesor nauk prawnych, specjalista w zakresie prawa pracy, prawa ubezpieczeń społecznych oraz koordynacji systemów zabezpieczenia społecznego, profesor Uniwersytetu im. Adama Mickiewicza w Poznaniu.

## Życiorys
Studia prawnicze ukończył w 1999 na Wydziale Prawa i Administracji UAM. Rok później ukończył studia na Uniwersytecie Viadrina we Frankfurcie nad Odrą, gdzie uzyskał tytuł LLM z zakresu prawa niemieckiego. W 2003 uzyskał stopień doktora na podstawie pracy pt. System emerytalny pracowników jako element zabezpieczenia społecznego (promotorem był Włodzimierz Piotrowski). Habilitował się w 2010 na podstawie oceny dorobku naukowego i rozprawy Ochrona emerytalnych praw nabytych. 27 lutego 2017 otrzymał tytuł naukowy profesora nauk prawnych.
Jako nauczyciel akademicki związany z macierzystą uczelnią. W 2013 objął stanowiska profesora nadzwyczajnego oraz kierownika Katedry Prawa Pracy i Prawa Socjalnego na Wydziale Prawa i Administracji UAM. Został również wykładowcą w Krajowej Szkole Sądownictwa i Prokuratury. Od 2004 pracownik Sądu Najwyższego, początkowo na stanowiskach asystenckich. W 2006 objął funkcję dyrektora Biura Studiów i Analiz SN, którą pełnił do 2016.
8 października 2015 został wybrany przez Sejm RP VII kadencji na sędziego Trybunału Konstytucyjnego. Jego kadencja jako sędziego zgodnie z uchwałą Sejmu rozpoczęła się 7 listopada 2015. Nie złożył ślubowania wobec prezydenta RP (z uwagi na brak inicjatywy ze strony prezydenta Andrzeja Dudy). 25 listopada 2015 Sejm głosami posłów PiS i Kukiz’15 podjął uchwałę „w sprawie stwierdzenia braku mocy prawnej” uchwały o wyborze Krzysztofa Ślebzaka na sędziego TK. 3 grudnia 2015 Trybunał Konstytucyjny orzekł, że przepisy ustawy o TK, na mocy których nastąpił wybór na sędziego TK m.in. Krzysztofa Ślebzaka, są zgodne z odpowiednimi przepisami Konstytucji RP, a prezydent jest obowiązany do niezwłocznego przyjęcia ślubowania. Do końca dziewięcioletniej kadencji w 2024 prezydenta Andrzej Duda nie odebrał od niego ślubowania. Krzysztof Ślebzak i Andrzej Jakubecki złożyli skargę przeciwko Polsce do Europejskiego Trybunału Praw Człowieka w Strasburgu w „związku z niemożnością objęcia swych urzędów”.

## Wybrane publikacje
- Łacina dla studentów prawa (współautor), wyd. 2006, ISBN 83-60550-05-0
- Ochrona emerytalnych praw nabytych, wyd. 2009, ISBN 978-83-7601-412-8
- Ustawa o ubezpieczeniu społecznym z tytułu wypadków przy pracy i chorób zawodowych. Komentarz (współautor), wyd. 2010, ISBN 978-83-264-0106-0
- Koordynacja systemów zabezpieczenia społecznego, wyd. 2012, ISBN 978-83-264-3871-4
- Emerytury i renty z Funduszu Ubezpieczeń Społecznych, emerytury pomostowe. Komentarz (współredaktor wraz z Beatą Gudowską), wyd. 2013, ISBN 978-83-255-4812-4
- Aktualne zagadnienia prawa pracy i polityki socjalnej (tom 2) (współautor pracy zbiorowej), wyd. 2013, ISBN 978-83-61991-31-1
- Aksjologiczne podstawy prawa pracy i ubezpieczeń społecznych, wyd. 2014, ISBN 978-83-64321-24-5
- Prawo do zabezpieczenia społecznego w Konstytucji RP. Zagadnienia podstawowe, wyd. 2015, ISBN 978-83-255-7956-2
- Składki na ubezpieczenie społeczne (redaktor naukowy), wyd. 2015, ISBN 978-83-939899-1-1
- ponadto glosy do orzeczeń sądów, rozdziały w pracach zbiorowych i artykuły publikowane w czasopismach prawniczych, m.in. w „Państwie i Prawie” oraz „Pracy i Zabezpieczeniu Społecznym”[2], opinie prawne dla Kancelarii Prezydenta RP, Krajowej Rady Sądownictwa i rzecznika praw obywatelskich[1]